# Los Angeles Kings
Los Angeles Kings er et professionelt ishockeyhold der spiller i den bedste nordamerikanske række NHL. Klubben spiller sine hjemmekampe i Staples Center i Los Angeles, Californien, USA. Klubben blev stiftet i 1967 og har været i Stanley Cup-finalen tre gange, i sæsonen 1992-93, 2011-12 og 2013-14.

## Historie
Trods en start hvor mange tvivlede på, at man ville kunne basere en ishockeyklub i det sydlige Californien har Los Angeles Kings i deres lange historie formået, at blive en af de faste klubber i NHL.
Kings blev grundlagt af den canadisk-fødte iværksætter Jack Kent Cookes, der i forvejen ejede Los Angeles Lakers. Forud for sæsonen 1967-68 blev NHL udvidet fra de „oprindelige seks“, da Kings sammen med St. Louis Blues, Pittsburgh Penguins, Minnesota North Stars, California Seals og Philadelphia Flyers dannede ligaens Western Division. 

### I starten
I de første to måneder af debutsæsonen skiftede Kings mellem at spille på Long Beach Arena og Los Angeles Sports Arena, før de omsider flyttede til "The Fabulous Forum", som er et avanceret sports- og underholdningskompleks, der er bygget i Inglewood. Det viste sig siden, at Forum blev vært for Kings-klubben de følgende 32 sæsoner. 
Som for så mange andre nye sportsklubber var starten for Kings svær – deres score var 145-252-63, og de vandt kun et slutspil i deres første seks sæsoner.
I 1972 overtog Bob Pulford, som senere fik en plads i Hall of Fame, tøjlerne som cheftræner og begyndte hurtigt at vende lykken for L.A-holdet. Under Pulfords kommando og anført af All-Star-målmanden Rogie Vachon kom Kings med i slutspillet i fire ud af de næste fem år, deriblandt sæsonen 1974-75 hvor holdet sluttede med cifrene 42-17-21 og satte klubrekorder for point (105) og færrest tabte kampe (17) – rekorder, som stadig står ved magt i dag.

### The Triple Crown Line
På trods af Pulfords afgang efter sæsonen 1976-77 forblev Kings i det store og hele stærke konkurrenter i slutningen af 70'erne og starten af 80'erne. En stor del af Kings succes kan tilskrives den måde, Vachon og stjerne-forwarden Marcel Dionne spillede på – to spillere, hvis spillernumre siden hen er lagt på hylden i Kings-klubben. I starten af 1979 blev Dionne sat sammen med Dave Taylor og Charlie Simmer, i hvad der blev kendt som "The Triple Crown Line". Selvom de kun spillede sammen i mindre end to hele sæsoner, terroriserede The Triple Crown Line NHL-målmændene, som kun få har gjort det. I sæsonen 1980-81 blev Dionne, Taylor og Simmer den første kæde i NHL’s historie, som hjemtog over 100 point fra alle tre spillere, hvilket samlet gav 161 mål og 352 point. 
Hvor god The Triple Crown Line end var, så blev Jack Kent Cooke dog ikke hængende for at se dem spille. Før sæsonen 1979 solgte Cooke Kings, Lakers og Forum til Dr. Jerry Buss for 67,5 mio. Dollars, i hvad der dengang var den største forretningsaftale i sportshistorien. 

### 1980'erne
De tidlige 80'ere var ikke blide mod Kings, da holdet kun sejrede to sæsoner mellem 1979-80 og 1987-88. Men selv i denne hårde periode var der alligevel et par solstråler at se. Den mest mindeværdige for Kings-fan vil altid være "The Miracle on Manchester" (miraklet på Manchester), en kamp, hvor Kings, med uafgjort 1-1 mod storfavoritterne fra holdet Edmonton i slutspillet, hvor der blev spillet bedst ud af fem, kæmpede sig tilbage fra en tredje periode, hvor Kings var bagud med fem mål, og vandt over Oilers med 6-5. L.A.’s Steve Bozek gjorde det til uafgjort, da der var fem sekunder tilbage, og Daryl Evans blev sejrsherre, da han scorede i overtiden. Dette gav Kings den saltvandsindsprøjtning, de havde brug for, så de vandt rækken på de fem kampe. 
De hårde tider i begyndelsen af 80'erne forsvandt alle i 1988, da en af de største sportsudøvere gennem tiderne meldte sin ankomst. Den 9. august 1988 købte Los Angeles Wayne Gretzky, og han gjorde næsten øjeblikkeligt Kings til en af mest populære klubber i sportsverdenen. Pludselig blev billetterne til Kings’ kampe de hotteste i byen, og, hvad der var vigtigere, klubben gjorde sig gældende i slutspillet. I løbet af blot sin første sæson i L.A. slog "The Great One" holdrekorden med 168 points (54 mål, 114 assists), hvilket indbragte ham sin niende Hart Trophy, som gives til NHL's mest værdsatte spillere. 
Det virkede også, som om holdets skæbne blev ændret med tilføjelsen af Gretzky, da et hold, som kun har nået semifinalerne i Conference fire gange på 21 år, pludselig nåede dem fire år ud af de næste fem. Med i denne række var sæsonen 1990-91, hvor holdet vandt dets eneste divisionssejr i sportsklubbens historie, og 1992-93, som var holdets eneste deltagelse nogensinde i Stanley Cup Finals. Med sikre sejre over Calgary og Vancouver i slutspillet i 1993 overlevede Kings, med træner Barry Melrose i spidsen, 7 kampe mod rivalerne Toronto Maple Leafs i slutspillet af Campbell Conference, så de kunne stå øverst på NHL's fineste podium. Til sidst tabte L.A. dog til Montreal Canadiens i løbet af fem kampe, men Kings-fansene glemte aldrig holdets magiske sejrsrække[kilde mangler].

### 1990'erne
I midten af 90'erne skete der voldsomme forandringer i Kings-organisationen. De fleste spillere fra Conference-vinderholdet blev spredt for alle vinde de næste par sæsoner. Ejer Bruce McNall solgte sportsklubben til Joseph Cohen og Jeffrey Sudikoff, som blot to år senere gik i betalingsstandsning. Gretzky blev solgt til St. Louis Blues i 1996 tæt på den dato, hvor der må handles NHL-spillere. Efter deres deltagelse i slutspillet i 1993 sejrede Kings kun én sæson de næste seks sæsoner. 
Selv om holdene kæmpede hårdt, var det i slutningen af 90’erne, at nogle af de allerbedste Kings-spillere satte deres fingeraftryk på sportsklubbens rekordbøger. "Cool Hand Luc" Robitaille fik debut hos Los Angeles i 80'erne og var allerede blevet en af de største Kings-spillere nogensinde. Efter korte ophold i Pittsburgh og New York (Rangers) vendte Robitaille dog tilbage til L.A. i 1997 og fortsatte med at cementere sit ry som den bedste venstre wing i NHL's historie. 
Kings fans blev underholdt af Robitaille og spillere som Rob Blake og Ziggy Palffy det meste af sen-90’erne, men det var dog ikke før sæsonen 1999-00, at holdets held vendte til det bedre.

### Kings i dag
Det nye århundrede bød på store forandringer for Los Angeles Kings. 
De nuværende ejere Phillip F. Anchultz og Edward P. Roski overtog holdet i 1995 og ansatte på det tidspunkt administrerende direktør Dave Taylor til at varetage hockey-området efter sæsonen 1996-97. Det tog ingen tid, før Taylor havde fået Kings på fode igen, og holdet kunne se tilbage på 90-point-sæsoner hver sæson i årene 1999-2002. 
Det var også i sæsonen 1999-00, at Kings fik ny residens, da de flyttede fra Forum til det avancerede Staples Center. 
Den første del af slutspillet i 2001 mod storfavoritterne Detroit blev et symbol på holdets skiftende held. Detroit, som før kamp nr. 4 havde vundet to ud af de foregående tre kampe, var foran 3-0, da der var otte minutter tilbage i tredje periode. Det, der skete derefter, blev siden kaldt for "The Frenzy on Figueroa" blandt Kings-tilhængere. 
Den sjældent brugte forward Scott Thomas fik endelig scoret ved 13:53-mærket, og Jozef Stumpel gjorde tilskuerne vilde med endnu et mål mindre end fire minutter senere. Brian Smolinski gjorde det til uafgjort med kun 53 sekunder tilbage, hvilket fik taget til at løfte sig i STAPLES-centeret. I overtiden tog Adam Deadmarsh fra Kings pucken, og Eric Belanger scorede vindermålet. Dermed vandt Los Angeles på magisk vis kampen, efter de havde været bag ud. L.A. fortsatte sejrsrækken og vandt de næste to kampe i rækken og fik dermed et af de største slutspilscomeback i nyere tider. 
Efter sæsonen 2001-02 har Kings spillet tre på hinanden følgende sæsoner uden at nå slutspillet. Men med ansættelsen af adm. direktør Dean Lombardi og cheftræner Marc Crawford i foråret 2006 er forventningerne tårnhøje.
Mens spillere som Robitaille, Deadmarsh, Palffy, Mattias Norstrom og Ian Laperriere alle har båret Kings-trøjer de seneste par år, er det fremtiden for Kings, som gør Kings-fans mest begejstret[kilde mangler].

## Gretzky til klubben
Den 9. august 1988 tradede man sig til superstjernen Wayne Gretzky fra Edmonton Oilers, et trade der sendte chokbølger gennem hockeyverdenen, ikke mindst i Canada. Øjeblikkeligt var Gretzky med til at hæve sportens profil betragteligt i Californien og Los Angeles Kings fik også markant bedre resultater på isen. Efter flere besøg i slutspillet var det dog først i sæsonen 1992-93 at man skulle nå rigtig langt. Hjulpet af folk som Luc Robitaille, Jari Kurri, Rob Blake og Alexei Zhitnik besejrede man Calgary Flames, Vancouver Canucks og Toronto Maple Leafs på vejen men tabte i Stanley Cup-finalen til et Montreal Canadiens-hold anført af målmanden Patrick Roy. Dette skulle blive højdepunktet på Gretzky's tid i Los Angeles og under sæsonen 1995-96 blev Gretzky tradet til St. Louis Blues. Siden Gretzky forlod klubben er det ikke lykkedes at komme længere end til anden runde af slutspillet. I 1999 flyttede man til den nybyggede arena Staples Center.

## Nuværende spillertrup (2018-19)
Pr. 20. april 2019.
Målmænd
- 32  Jonathan Quick
- 36  Jack Campbell

Backer
- 2  Paul LaDue
- 3  Dion Phaneuf
- 8  Drew Doughty
- 24  Derek Forbort
- 27  Alec Martinez
- 56  Kurtis MacDermid
- 61  Sean Walker
- 81  Matt Roy

Forwards
- 9  Adrian Kempe
- 11  Anze Kopitar – C
- 13  Kyle Clifford
- 14  Brendan Leipsic
- 17  Ilya Kovalchuk
- 19  Alex Iafallo
- 22  Trevor Lewis
- 23  Dustin Brown
- 38  Carl Grundstrom
- 51  Austin Wagner
- 73  Tyler Toffoli
- 76  Jonny Brodzinski
- 77  Jeff Carter - A

## 'Fredede' numre
- 16 Marcel Dionne, C, 1975-87, nummer fredet 8. november 1990
- 18 Dave Taylor, LW/RW, 1977-94, nummer fredet 3. april 1995
- 20 Luc Robitaille, LW, 1986-94, 1997-2001, & 2003-06, nummer fredet 20. januar 2007
- 30 Rogatien "Rogie" Vachon, G, 1972-78, nummer fredet 14. februar 1985
- 99 Wayne Gretzky, C, 1988-96, nummer fredet i hele NHL 6. februar 2000
- 99 Wayne Gretzky, C, 1988-96, nummer fredet i Los Angeles Kings 9. oktober 2002